# 알렉산다르 지브코비치
알렉산다르 지브코비치 (1977년 7월 28일 ~ )는 세르비아의 전 축구 선수이다.

## 통계
| 세르비아 | 세르비아 | 세르비아 |
| 연도     | 출전     | 골       |
| -------- | -------- | -------- |
| 2001     | 2        | 0        |
| 합계     | 2        | 0        |